# Busse
Busse (en rus: Буссе) és un poble del krai de Primórie, a l'Extrem Orient de Rússia, que en el cens del 2010 tenia 46 habitants.